# The Sound of Bleeding Gums
«The Sound of Bleeding Gums» (укр. «Звук „Кривавих Ясен“») — сімнадцята серія тридцять третього сезону мультсеріалу «Сімпсони», прем'єра якої відбулась 10 квітня 2022 року у США на телеканалі «Fox».

## Сюжет
Ліса слухає джазову музику на своєму телефоні. У цей час по телевізорі з'являється реклама Спрінґфілдської лотереї, тема якої ― це перероблена пісня «Кривавих Ясен» Мерфі. Ліса виступає проти лотереї тому, що Мерфі не схвалив би це.
Дівчинка йде у джаз-клуб «Джазова діра», поскаржитися колегам по сцені Мерфі. Однак, всі музиканти також співають лотерейну пісню, бо брали участь у лотереї.
Ліса наполегливо йде на «6 канал» на дебати проти лотереї. Хоча вона правильно відповідає на всі запитання про життя її кумира, але з подивом дізнається, що у нього є син.
З допомогою видіння джаз-мена вона знаходить його, Монка Мерфі. Вона дізнається, що він народився глухим (світ він розуміє читаючи з губ). «Криваві Ясна» намагався вилікувати сина, але вартість операції була надто високою. Ліса налаштовується на допомогу Монку отримати роялті з пісень його батька.
Ліса приводить Монка у «Джазову діру», де вони дізнаються, що видавцем платівок «Кривавих Ясен» була компанія «Treasured Artists Publishing». Прийшовши туди вони виявляють, що Мерфі був обдурений під час підписання контракту, згідно якого продано авторські права на пісні багатьом світовим корпораціям. У цей момент Монк просить Лісу залишити його в спокої. Відчуваючи смуток, вона вибирається з дому до Меморіального мосту Мерфі, де знову з'являється його привид і змушує Лісу зрозуміти, що таке блюз.
Ліса йде до центру інклюзії, де Монк працює наставником дітей з вадами слуху. Дівчинка просить вибачення за свої дії, а Монк каже, що отримав слуховий апарат саме завдяки виграшу грошей в лотерею. На мосту Ліса змушує його почути мелодію свого батька.
У сцені під час титрів показано фантазію, в якій Ліса з разом з іншими музикантами і «Кривавими Яснами» у «Джазовій дірі» виконують пісню «Happy Talk».

## Виробництво
Спочатку серія повинна називатися «Bleeding Gums Murphy in the Sound of Music» (укр. «„Криваві Ясна“ Мерфі у звуках музики»), проте її було перейменовано на «The Sound of Bleeding Gums».
Вперше в серії брали участь глухі актори й актори озвучення з вадами слуху. Монка озвучив актор Джон Отрі II, який має порушення слуху. В епізоді загалом взяли участь шість глухих акторів, включно з комедіанткою Кеті Баклі та трьома дітьми з «No Limits Organisation [Архівовано 9 квітня 2022 у Wayback Machine.]»: Кейлі Арельяно, Ієном Майоргом і Гейзел Лопес.
Епізод натхненний сім'єю авторки сценарію Лоні Стіл Состхенд. Її брат Елі Стіл народився глухим. Коли вони говорили про персонажа «Криваві Ясна» Мерфі, при перших мозкових штурмах сценаристм і команда подумали, чи не було б круто, якби Ліса виявила зовсім іншу сторону його життя. Состхенд і її брат раніше розробили пілот, заснований на їхньому житті, за участю Джона Отрі II. Тож, коли настав час знайти когось, хто б зіграв Монка, Состхенд запропонувала Отрі виконавчим продюсерам Джеймсу Л. Бруксу та Елу Джіну, які «дуже ввійшли в роботу й побачили, який він чудовий». У персонажа є маленькі особисті моменти з дитинства Лоні й Елі, а на нього також дуже вплинув Отрі.
Отрі похвалив «Сімпсонів» за те, що вони найняли актора зі справжніми вадами слуху на цю роль. «Це так неймовірно», — сказав він про свій виступ.
|  | Це рівність та участь, яка змінює життя. Це може вплинути на зміни для всіх нас. Йдеться про те, що персонажі, які погано чують і чують добре, разом. Це частина історії. |

.
Состенд також шукала схвалення свого брата під час написання сценарію, який включає сцену, де «Криваві Ясна» виявляє, що його син глухий — за зразком того, як батьки Елі виявили, що він має порушення слуху. Елі також озвучує роль працівника центру інклюзії в епізоді.
В інтерв'ю «CNN» Состхенд розповіла, що продюсери шоу консультувалися з двома фахівцями з жестової мови щодо знаків, які подають герої у серії. Фахівці переглянули аніматик — приблизні версії візуальних зображень шоу — і переконалися, що, незважаючи на відсутність пальця у персонажів, значення слів було передано правильно.

## Цікаві факти та культурні відсилання
- Голограма «Кривавих Ясен» Мерфі з'являлася раніше в серії «Whiskey Business», але природнього розміру[5]
- У серії є кілька відсилань до фільма «Легенда Багера Ванса» (англ. «The Legend of Bagger Vance») 2000 року з Віллом Смітом у головній ролі[6].

## Ставлення критиків і глядачів
Під час прем'єри серію переглянули 0,95 млн осіб, з рейтингом 0.3, що зробило її найпопулярнішим шоу на каналі «Fox» тієї ночі, але найменш популярною серією серіалу на той час.
Тоні Сокол з «Den of Geek» дав серії три з половиною з п'яти зірок, сказавши, що серія — «солодка, але не викликає карієсу… Завжди є сумнівна надія».
Маркус Ґібсон із сайту «Bubbleblabber» оцінив серію на 8,5/10, сказавши:
|  | Представлення спільноти глухих у серії та суцільна сюжетна лінія, зосереджена на Лісі, робить це гідним історичним моментом для «Сімпсонів». Його гумор також привніс деяку насолоду в епізод, в основному від того, як Барт розраджував Лісу, і ретроспектива, в якій Ліса та Мерфі виконують «Водія міс Дейзі». Можна з упевненістю сказати, що спільнота глухих має світле майбутнє в медіа-індустрії, особливо в анімації. |

У січні 2023 року сценаристку серії Лоні Стіл Состхенд було номіновано на премію Гільдії сценаристів Америки в області анімації 2022 року.
Згідно з голосуванням на сайті The NoHomers Club більшість фанатів оцінили серію на 2/5 і 3/5 із середньою оцінкою 2,78/5.